# مسبار التهجين
مسبار التهجين (بالإنجليزية: Probe)‏ في علم الأحياء الجزيئي هو قسم من الدي أن إيه أو الآر أن إيه يتراوح طوله ما بين 100-1000 قاعدة يمكن وسمها إشعاعيا. يستخدم للتحري عن وجود متوالية معينة في عينة حمض نووي ريبوزي منقوص الأكسجين أو حمض نووي ريبوزي بالاعتماد على خاصية القواعد المتممة لبعضها. يتم تعليم هذه المسابر إما بمواد مشعة أو معلمات مناعية.